# Heteropsis
Heteropsis es un género con 14 especies de plantas con flores de la familia Araceae. Es originario del centro y sur de América tropical. Es el único género de la tribu Heteropsideae.

## Descripción
Son epífitas; con tallos de 0.1–0.7 cm de diámetro, ramas frecuentemente péndulas, entrenudos 0.5–5 cm de largo; plantas hermafroditas. Hojas oblongo-elípticas, 9–20 cm de largo y 2.5–6 cm de ancho, acuminadas en el ápice, agudas en la base, generalmente negruzcas al secarse, nervio principal hundido en la haz, prominente en el envés, nervios laterales primarios planos (prominentes al secarse), numerosos, apenas distintos de los nervios menores y conectados entre sí por nervios transversales prominentes; pecíolos 0.5–1.5 cm de largo, profunda y rigurosamente sulcados, parcialmente rodeando el tallo. Inflorescencias solitarias, terminales y volteadas hacia arriba, pedúnculo 1.5–2.5 cm de largo y 2–2.5 mm de diámetro cuando seco, envainado en su mitad inferior por la hoja que lo abraza; espata cimbiforme, escasamente más larga que el espádice, subcoriácea, verde pálida a amarillo-blanquecina, prontamente caduca; espádice cilíndrico, 3.5–5.5 cm de largo y 10–13 mm de diámetro, obtuso y con una punta corta en el ápice, redondeado en la base, verdoso a amarillo-blanquecino, negruzco al secarse; flores desnudas; estambres 4, no exertos, anteras poricidas; pistilos truncados, 3–4 mm de diámetro, los lados inconspicuamente 4–6 angulados, 2-loculares con 1–2 óvulos basales por lóculo. Frutos 10–15 mm de largo y de diámetro, rojos; semillas 1–4.

## Taxonomía
El género fue descrito por Carl Sigismund Kunth y publicado en Enumeratio Plantarum Omnium Hucusque Cognitarum 3: 59. 1841.  La especie tipo es: Heteropsis salicifolia Kunth

## Especies
- Heteropsis boliviana Rusby
- Heteropsis ecuadorensis Sodiro
- Heteropsis flexuosa (Kunth) G.S.Bunting
- Heteropsis linearis A.C.Sm.
- Heteropsis longispathacea Engl.
- Heteropsis macrophylla A.C.Sm.
- Heteropsis melinonii (Engl.) A.M.E. Jonker & Jonker
- Heteropsis oblongifolia Kunth
- Heteropsis peruviana K.Krause
- Heteropsis rigidifolia Engl.
- Heteropsis salicifolia Kunth
- Heteropsis spruceana Schott
- Heteropsis steyermarkii G.S.Bunting
- Heteropsis tenuispadix G.S.Bunting